# Cnemotriccus fuscatus
Cnemotriccus fuscatus là một loài chim trong họ Tyrannidae.